# Agi Mishol

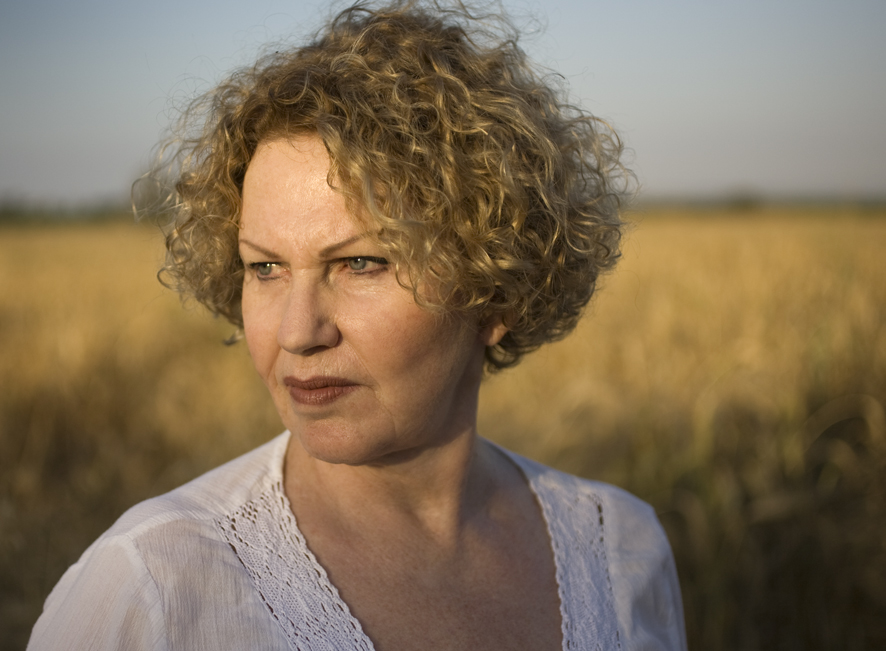
Agi Mishʿol, ca. 2010

Agnes (Agi) Mishʿol (hebräisch אָגִי מִשְׁעוֹל Agī Mischʿōl; * 20. Oktober 1946, einige Quellen nennen 1947, in Siebenbürgen, Rumänien) ist eine israelische Dichterin. Sie gilt als eine der populärsten und wichtigsten Lyrikerinnen ihrer Generation in Israel.

## Leben
Agi Mishʿol wurde 1946/1947 als zweite Tochter von Holocaust-Überlebenden ungarischer Herkunft im rumänischen Siebenbürgen geboren. Ihre ältere Schwester wurde in Auschwitz ermordet. Nachdem die Familie 1950 (andere Quellen: 1951) nach Israel ausgewandert war, wuchs Agi in der Stadt Gedera auf, wo die Eltern eine Reparaturwerkstatt betrieben. Nach dem Schulabschluss leistete sie ihren Wehrdienst in einer Nuklearanlage in Dimona ab, begann noch während dieser Zeit ein Literaturstudium an der Ben-Gurion-Universität im Negev in Beʾer Scheva und publizierte ihr erstes Buch im Selbstverlag.
Eine erste Ehe, die sie mit neunzehn Jahren einging, endete mit einer Scheidung nach weniger als einem Jahr, und sie ging nach Jerusalem, um an der Hebräischen Universität  ihr Bachelor- und Masterstudium in hebräischer Literatur zu absolvieren. Nach ihrem Abschluss heiratete sie Giora Mishʿol, einen Landwirt, mit dem sie in den Moschav Kfar Mordechai südlich von Tel Aviv zog und das ihr gemeinsames Zuhause wurde. Ihr erstes Kind starb im Alter von wenigen Wochen; das Paar bekam zwei weitere Kinder, eine Tochter und einen Sohn.
Mishʿol lehrte langjährig an Schulen und an Universitäten. In den Jahren 1976 bis 2001 unterrichtete sie an einer Schule in Beʾer Tuvia im Fach Literatur, außerdem gab sie Kurse in Kreativem Schreiben an mehreren Universitäten. Nachdem Agi Mishʿol 2007 mit dem Dolitsky-Preis ausgezeichnet wurde, war sie an der Hebräischen Universität als Poet in Residence tätig. Weitere Stationen als Dozentin und Mentorin waren das Alma-Zentrum für hebräische Kultur in Tel Aviv, das Weizmann-Institut sowie die Helicon School of Poetry in Tel Aviv, die sie auch leitete.
Seit 2014 wurde sie mit drei Ehrendoktorwürden israelischer Universitäten ausgezeichnet; ihr literarischer Vorlass wurde 2017 von der israelische Nationalbibliothek übernommen.

## Werk
Insgesamt veröffentlichte Agi Mishʿol eine zweistellige Zahl von Gedichtbänden. Ihre erste Gedichtsammlung erschien 1968, in den 1970er Jahren folgten drei weitere, bevor für sie eine siebenjährige Unterbrechung folgte. Der literarische Durchbruch für Mishʿol kam relativ spät mit der 1986 publizierten Sammlung Yoman Mata (dt. etwa „Notizen von der Plantage“, meist englisch Plantation Notes).
Das renommierte Bialik Institute veröffentlichte 2003 eine Sammlung ihres Gesamtwerks, eine weitere Retrospektive erschien 2015.
Übersetzungen ihrer Arbeiten erschienen in zahlreichen Anthologien weltweit, Bücher wurden in Frankreich, Großbritannien, Rumänien, China und Argentinien publiziert. Ein Gedichtband erschien 2006 in Übersetzung unter dem englischen Titel Look There.
Mishʿols Gedichte verbinden ihr persönliches, privates Umfeld – Liebe und Erotik, die „Wunder der Natur“, Mensch und Umwelt – mit einer Reflexion auf die israelische Gesellschaft. Sie gilt nicht als politische Autorin, obwohl ihre Arbeiten sich auch auf soziale oder politische Themen beziehen. Ihr Blick, etwa auf die „zionistische Heiligung der landwirtschaftlichen Arbeit“ sei oft ironisierend, allerdings entwickele sie ihre ganz eigene Beziehung zum Land, der von ihrem weiblichen Blick geprägt sei. Ihre Gedichte suchten „Immer wieder […] die Balance zwischen Gelassenheit und Hingerissensein, diesen »dichten Stoff der Alchemie«, in der »Annäherung« und »Entfernung« sich die Waage [hielten]“
Mishʿol war 2019 und 2020 an dem Literaturfestival Poetica in Köln beteiligt. Sie beschrieb ihre Arbeitsweise als ein Suchen nach einem „Zustand des ‚Dösens und Starrens‘, in dem man ‚entspannt und gespannt zugleich‘ ungewollt wollen [müsse]“. Erst in diesem Zustand sei das Schreiben möglich. Einige ihrer Arbeiten erschienen ins Deutsche übersetzt in den Anthologien des Festivals.

## Auszeichnungen (Auswahl)
- Lerici Pea Golfo dei Poeti, Premio alla Carriera (2014)[14]
- Israeli-Prime-Minister-Preis (1995)
- Kugel Literary Award (2000)
- Yehuda-Amichai-Preis (2002)[15]
- Dolitsky-Preis (2007)[15]
- Prime Minister's Prize for Hebrew Literary Works (Levi Eshkol Literary Award, 1994 oder 1995[15])
- Internationaler Zbigniew-Herbert-Literaturpreis, Polen (Międzynarodowa Nagroda Literacka im. Zbigniewa Herberta, 2019)[16]
- Ehrendoktorwürde der Bar-Ilan-Universität (2018)[17]
- Ehrendoktorwürde des Weizmann-Institut für Wissenschaften (2016)[18]
- Ehrendoktorwürde der Universität Tel Aviv (2014)[19]
- Horst-Bienek-Preis für Lyrik der Bayerischen Akademie der Schönen Künste. Die Auszeichnung würdigt das Gesamtwerk (2024).[20]
- Coburger Rückert-Preis[21]

## Veröffentlichungen
(in deutscher Übersetzung)
- Tadeusz Dabrowski, Herta Müller, Erik Lindner, Luljeta Lleshanaku, Agi Mishʿol: Widerstand. The Art of Resistance: poetica 6. Festival für Weltliteratur. Anthologie. konkursbuch, Tübingen 2020, ISBN 978-3-88769-485-2 (dnb.de [abgerufen am 25. Januar 2020]).
- Mircea Cărtărescu, Oswald Egger, Christian Kracht, Mara Lee, Lebogang Mashile: Rausch: = States of euphoria: Poetica 5. Anthologie. konkursbuch Verlag Claudia Gehrke, Tübingen 2018, ISBN 978-3-88769-698-6 (dnb.de [abgerufen am 25. Januar 2020]).
- Gedicht für den unvollkommenen Menschen. Gedichte. Aus dem Hebräischen übers. v. Anne Birkenhauer. München: Edition Lyrik Kabinett bei Hanser, 2024, ISBN 978-3-446-28127-1.